# Lega Interregionale Sud
La Lega Interregionale Sud (sigla LIS), più comunemente detta Lega Sud, è stata l'organo che ha gestito per sei anni i campionati interregionali di calcio nel Sud Italia, dalla stagione 1946-47 alla stagione 1951-52. Fondata nel 1946 a Napoli, aveva sede nel capoluogo campano in Piazza Maria a Pizzofalcone 1. Ha cessato di esistere nel 1952, fondendosi con le altre due leghe parigrado nella Lega Nazionale di Quarta Serie.
La Lega Sud organizzava e dirigeva i tornei di Serie C fino al 1948, e quelli di Promozione dopo tale data.

## Storia

### I campionati nell'anteguerra
Prima della Seconda guerra mondiale, il calcio italiano era generalmente strutturato in modo da porre in diretto contatto le categorie nazionali, che nel tempo avevano adottato una forma spuria di professionismo, e quelle regionali a sostanziale carattere dilettantistico. Fu solo nel 1926 che la Carta di Viareggio istituì le leghe intermedie chiamate Direttorii Divisioni Inferiori, demandati a gestire il terzo campionato del paese, la Seconda Divisione, che divenne due anni dopo il quarto in seguito alle riforme poste in essere da Leandro Arpinati. L'esperimento fu tuttavia ben presto abortito, e fra il 1930 e il 1931 il Direttorio Divisioni Inferiori Sud, come il suo omologo del Nord, venne liquidato a favore del calcio regionale.

### Nascono le leghe interregionali
Le distruzioni lasciate dalla guerra ruppero l'unità gestionale del calcio italiano. Se nel 1946, dopo un'annata di transizione, le due divisioni maggiori ritrovarono un'organizzazione unica nella nuova Lega Nazionale, la Serie C che nel frattempo si era espansa a dismisura fu demandata a tre distinti organismi appena costituiti: le leghe interregionali. Le cinque regioni meridionali furono raggruppate nella Lega Interregionale Sud, che strutturò il suo campionato su tre gironi.
Curiosamente, la nuova struttura del calcio italiano venne a replicare in maniera molto simile quella posta in essere vent'anni prima dalla Carta di Viareggio, con le leghe interregionali al posto dei direttorii inferiori. Diversamente dal Direttorio Divisioni Inferiori Sud, tuttavia, la Lega Interregionale Sud avrebbe infatti dovuto essere una struttura democratica e comandata dal basso dalle società stesse. A tal fine, i delegati delle squadre si riunirono a Napoli ed elessero un loro presidente, Agostino Gamba, un segretario, due consiglieri, e una commissione d'appello di quattro membri.

### La riforma del 1948
La forma pletorica che avevano assunto i campionati, e quello di Serie C in particolare, fu tuttavia fonte di grandi discussioni. Fu così che nel 1947, nell'Assemblea federale svoltasi a Perugia il 29 luglio, la FIGC decise che di lì ad un anno la Terza Serie sarebbe stata gestita dalla Lega Nazionale e riportata ad un più sobrio formato a sessanta squadre. Ciò che sarebbe rimasto nelle mani delle leghe interregionali avrebbe assunto il nome di campionato di Promozione, restaurando la categoria omonima abolita nel 1922. Questa riforma complessiva fu fortemente voluta dal presidente federale Ottorino Barassi, ma a conti fatti essa non fu altro che la pedissequa riproposizione della struttura della piramide calcistica italiana voluta ed attuata dal suo predecessore Leandro Arpinati fra il 1928 e il 1929, col solo cambio della denominazioni di alcune categorie. Come nel 1929 il Direttorio Divisioni Inferiori Sud gestiva la quarta serie, all'epoca chiamata Seconda Divisione, nel 1949 la Lega Interregionale Sud gestiva ancora la quarta serie, ora denominata Promozione.
Stando al progetto originario, nel Sud la Promozione avrebbe dovuto comprendere solo due gironi. Il contrasto fra le grandi distanze e i più limitati mezzi economici, tuttavia, convinse la FIGC ad accettare la proposta della Lega di istituire un terzo girone per accorciare le trasferte, anche se la Federazione, per non alterare gli equilibri con le altre due leghe interregionali, stabilì che questa concessione sarebbe avvenuta in maniera derogatoria e non intaccando i posti disponibili per la promozione in C. Fu così che mentre nel resto d'Italia la vittoria del proprio girone comportava di per sé l'ascesa in terza serie, al Sud fu istituito un girone finale per determinare le promozioni che rimasero comunque due.

### Il Lodo Barassi
Lo scioglimento della Lega venne deciso dal Lodo Barassi nel 1951, e reso esecutivo nel 1952. Il lodo voleva infatti superare la vecchia struttura piramidale del calcio italiano, e riformarla in senso ancora più elitario, poiché questa mossa appariva al presidente federale Ottorino Barassi come la premessa per una definitiva affermazione del professionismo in Italia. Il nuovo campionato interregionale, la IV Serie, sarebbe stato organizzato a livello nazionale da un'unica lega, superando per sempre la tripartizione nata nel 1946. Fu così che dopo soli sei anni la storia della Lega Interregionale Sud ebbe termine.

## Organico
- 1946-1947: 40 società
- 1947-1948: 48 società
- 1948-1949: 46 società
- 1949-1950: 45 società
- 1950-1951: 49 società
- 1951-1952: 47 società

## I presidenti
- 1946 Agostino Gamba

## Campioni di Lega
Rispetto alle altre due leghe interregionali, la Lega Sud distribuiva le sue promozioni per il tramite di un unico girone finale. Tuttavia nel 1948 e nel 1952 le due successive riforme dei campionati sospesero questa tradizione. Furono dunque quattro le squadre a chiudere un'annata come primatiste assolute: peraltro, la vittoria del Maglie avvenne solo grazie al lancio della monetina e per un miglior quoziente reti rispetto alle avversarie.
- 1947:  Nocerina
- 1948: nessuna finale
- 1949:  Pomigliano
- 1950:  Toma Maglie
- 1951:  Molfetta
- 1952: nessuna finale